# シェリー・マルティネス
シェリー・マルティネス（Shelly Leonor Martinez、1980年2月9日 - ）はアメリカ合衆国の元モデルであり、プロレスラー。カリフォルニア州チノ出身。プロレスラーとしてのキャリアにおいてアリエル（Ariel）、サリーナス（Salinas）のリングネームで知られる。

## 来歴
プロレスラーになる以前はモデルとして活動していた。インディーズ・ムービーに出演していた際にプロレスの関係者と出会い、プロレスラーに転身することを決意。2年半レスリングスクールでトレーニングを続け、2000年にデザイア（Desire）のリングネームでプロレスラーデビューを果たした。RPW（Revolution Pro Wrestling）やEWF（Empire Wrestling Federation）、UPW（Ultimate Pro Wrestling）などの南カリフォルニア地区を拠点とする団体に参戦。2002年にはWEW（Women's Extreme Wrestling）にてメルセデス・マルチネスと抗争している。
2005年4月、WWEとディベロップメント契約を結び入団。7月より傘下団体のOVW（Ohio Valley Wrestling）にてシェリー（Shelly）のリングネームで活動。エロティックギミックでベス・フェニックスと共にアーロン・スティーブンスのマネージャーとなって活動し、アレクシス・レイリーと抗争を展開した。

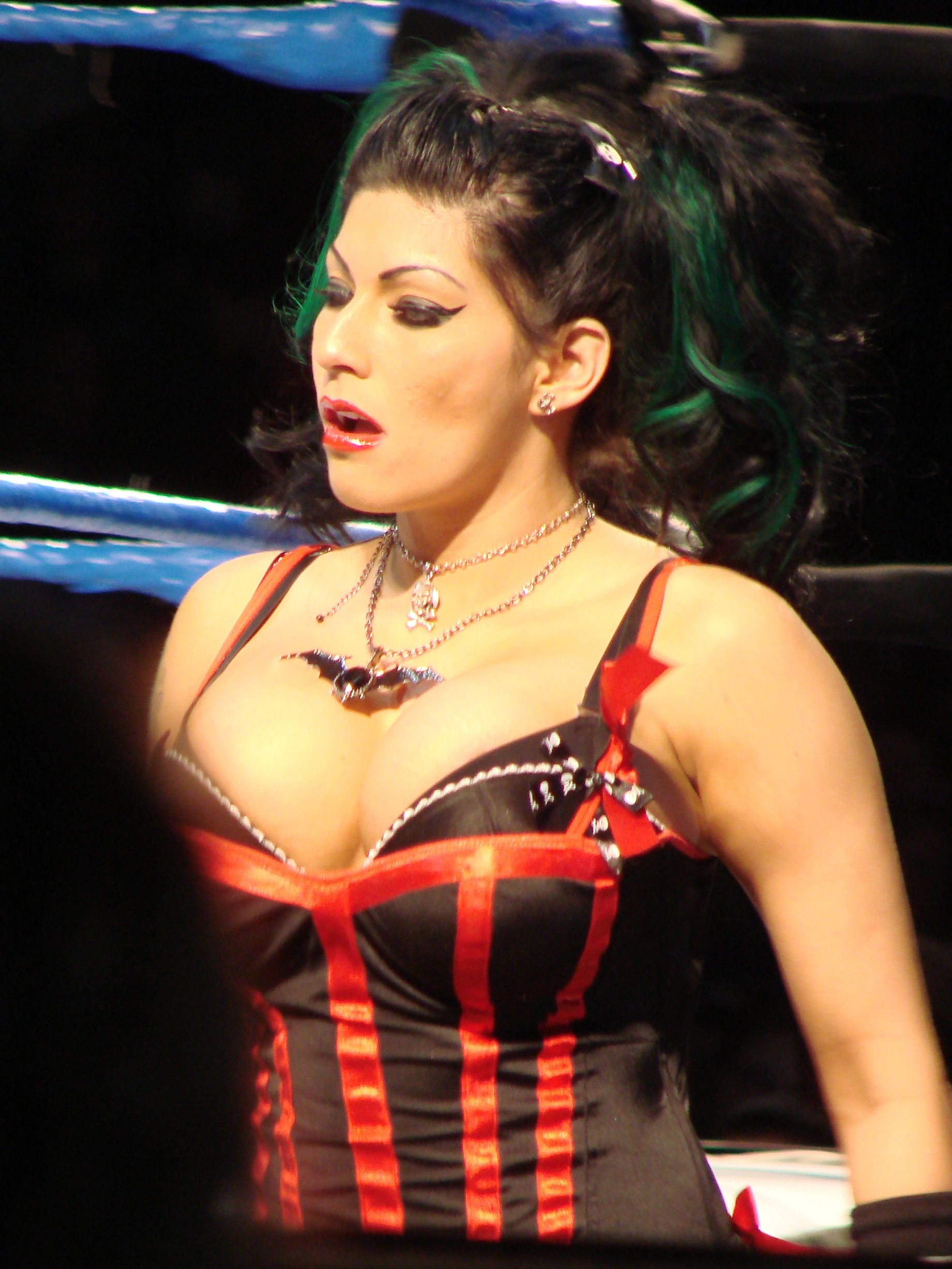
2007年、アリエル時代

2006年2月よりWWEに昇格し、SmackDown!にてポール・バーチルのマネージャーとして登場するが目立った活躍ができずに6月にOVWに降格となった。しかし同年には第3のブランド番組であるECWが新設されたことにより再び昇格するチャンスを掴み、7月よりECWにてタロット占い師ギミック、アリエル（Ariel）のリングネームで登場。吸血鬼ギミックのケビン・ソーンのマネージャーとなり、ゴシック・ファッションの出で立ちで、入場途中にソーンとキスを交わし、リングに上がってからロープに蝙蝠のようにぶら下がり、リング内に入ってからはソーンと抱き合う過激なパフォーマンスを恒例としていた。主にソーンのマネージメントを中心としていたが、時折ディーヴァとしても試合に出場し、フランシーンやケリー・ケリーなどとキャットファイトを展開することが多かった。12月3日のPPVであるDecember to Dismember 2006ではソーンとタッグを組み、ケリー・ケリー & マイク・ノックスとのミックスドマッチを行い勝利している。
2007年、ソーンがユニットであるニュー・ブリードのメンバー入りをしたことによりアリエルもマネージャーとして参加。ECWオリジナルズとの抗争においてWrestleMania 23での試合で負けたことから直後にソーンとニュー・ブリードから離脱。アリエルはそのまま出番がなくなり5月18日にWWEから解雇を宣告された。
WWE解雇後、10月にTNAのPPV、Bound for Glory 2007のノックアウト・ガットレントバトルロイヤルに出場。優勝はできなかったもののTNAと契約を結び入団。マスクを被り、LAXの謎のメンバーとして活動。
2008年1月、PPVであるFinal Resolution 2008にてクリスティ・ヘミからマスクを剥され素顔を露出。後に番組のTNA iMPACT!でホミサイドとヘルナンデスからサリーナス（Salinas）という名前を与えられ、正式にLAXの一員として活動するようになり、各月PPVでのノックアウト・バトルロイヤル出場や、ジャッキー・ムーアとの抗争など出番が多かったものの、7月29日のオーサム・コングとの試合を最後にTNAから解雇宣告された。
TNA解雇後、メキシコの団体CMLLのユニットであるペロス・デル・マールのマネージャーとして断続的に活動。2011年には古巣のOVWにてバックステージで観戦し、復帰を希望していたが実現しなかった。2012年には古巣のRPWの6ウェイマッチにて久々に試合を行い、JCW（Juggalo
Championship Wrestling）ではアンバー・オニールと対戦して勝利した。

## その他
- プロレスラー以外の活動として、ハリウッドが企画するイベントの公式特派員及び、ホステス[2]。医療大麻の推進活動や動物愛護運動家[3]など多岐に渡る。

## 得意技
シェリーショック
フィニッシャー。シットアウト・フェイスバスター
チョークホールド・STO
666フォアアーム
エルボー・バット
カサドーラ
トルネードDDT

## 入場曲
- Dawgz - TNA時代に使用
- Mi Destrojero - WWE時代に使用

## 獲得タイトル
EWF
- EWFタッグチーム王座 : 1回

w / スレット